# Prunus subhirtella
Prunus subhirtella är en rosväxtart som beskrevs av Friedrich Anton Wilhelm Miquel. Prunus subhirtella ingår i släktet prunusar, och familjen rosväxter. Utöver nominatformen finns också underarten P. s. autumnalis.

## Bildgalleri

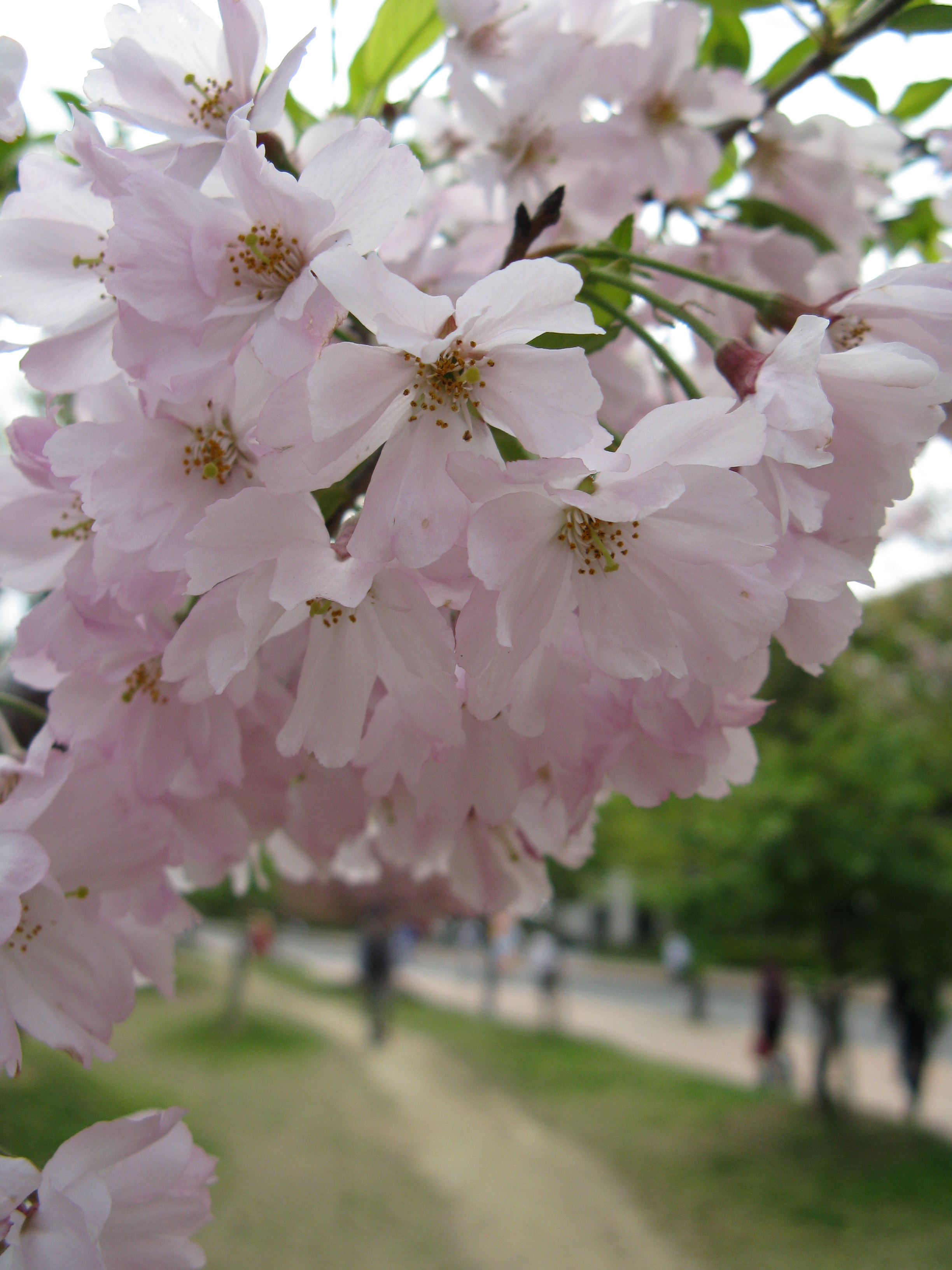
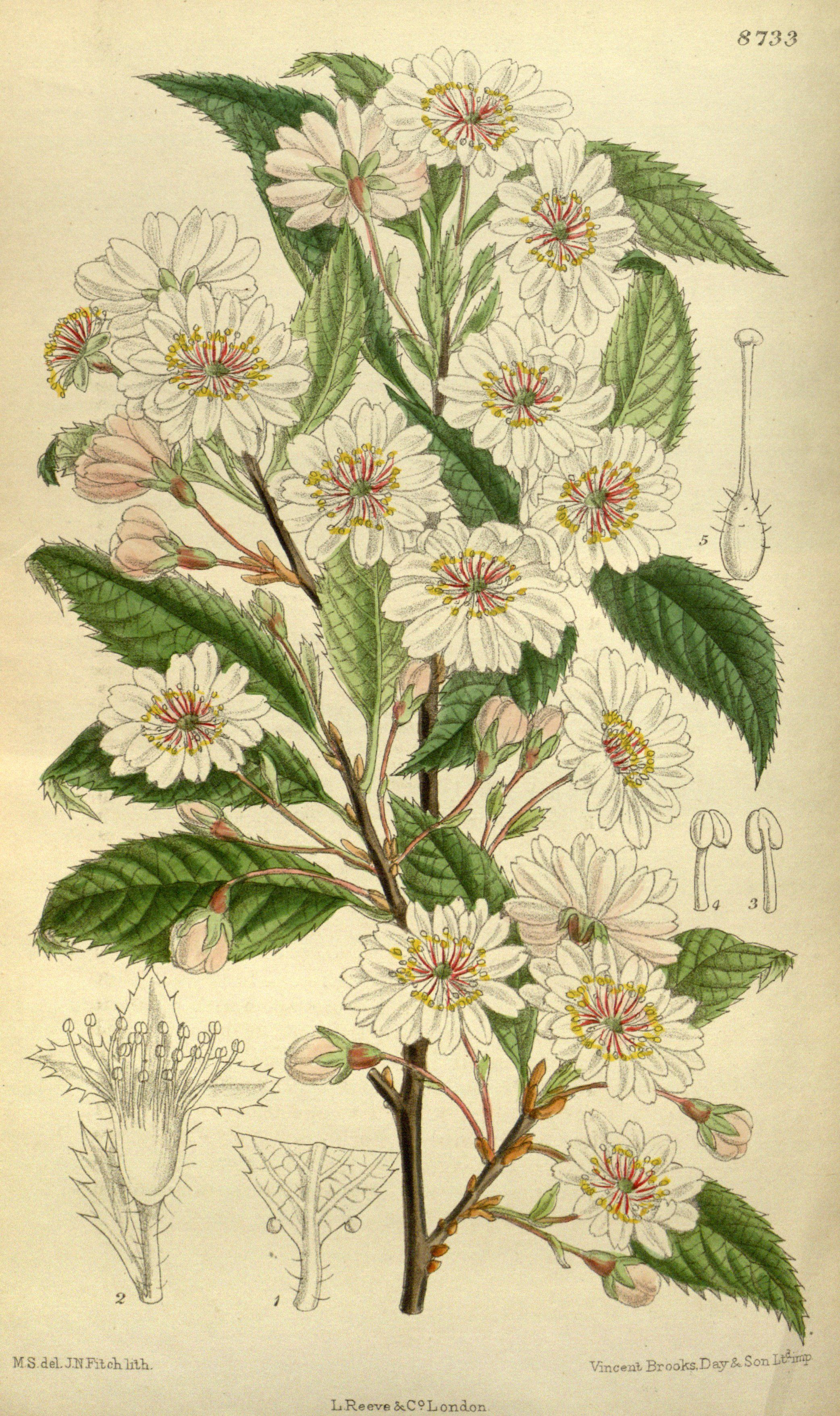
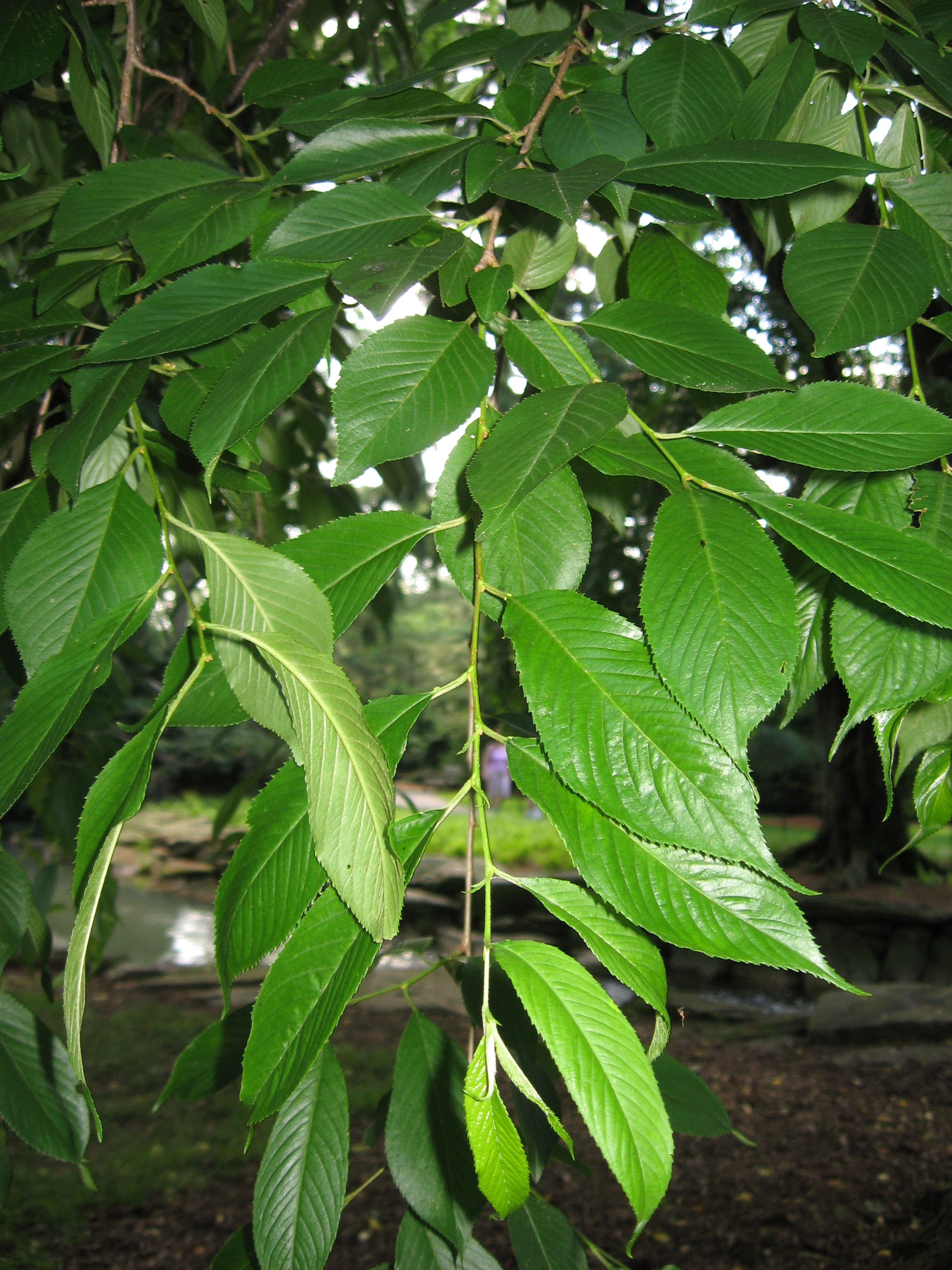
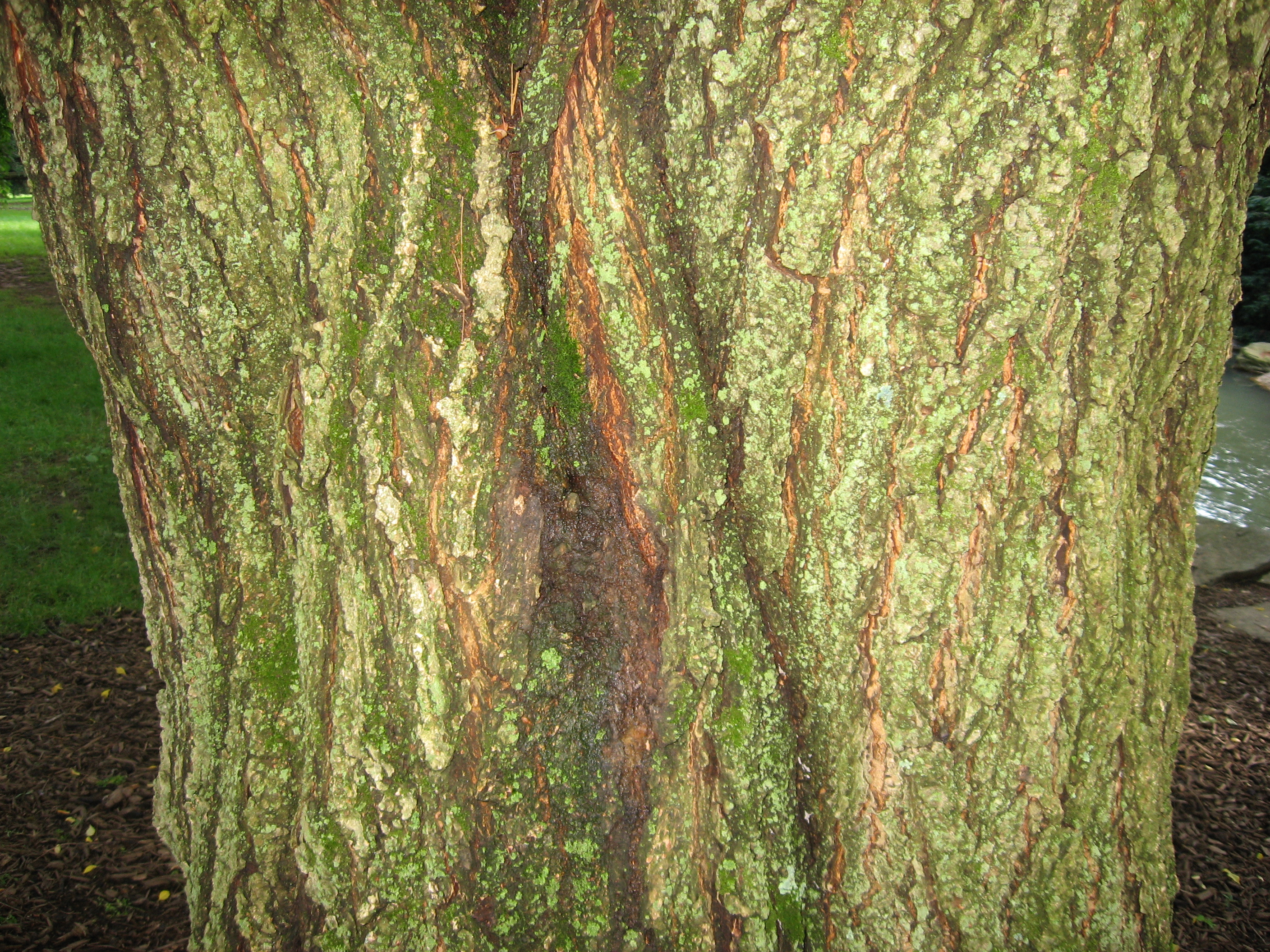
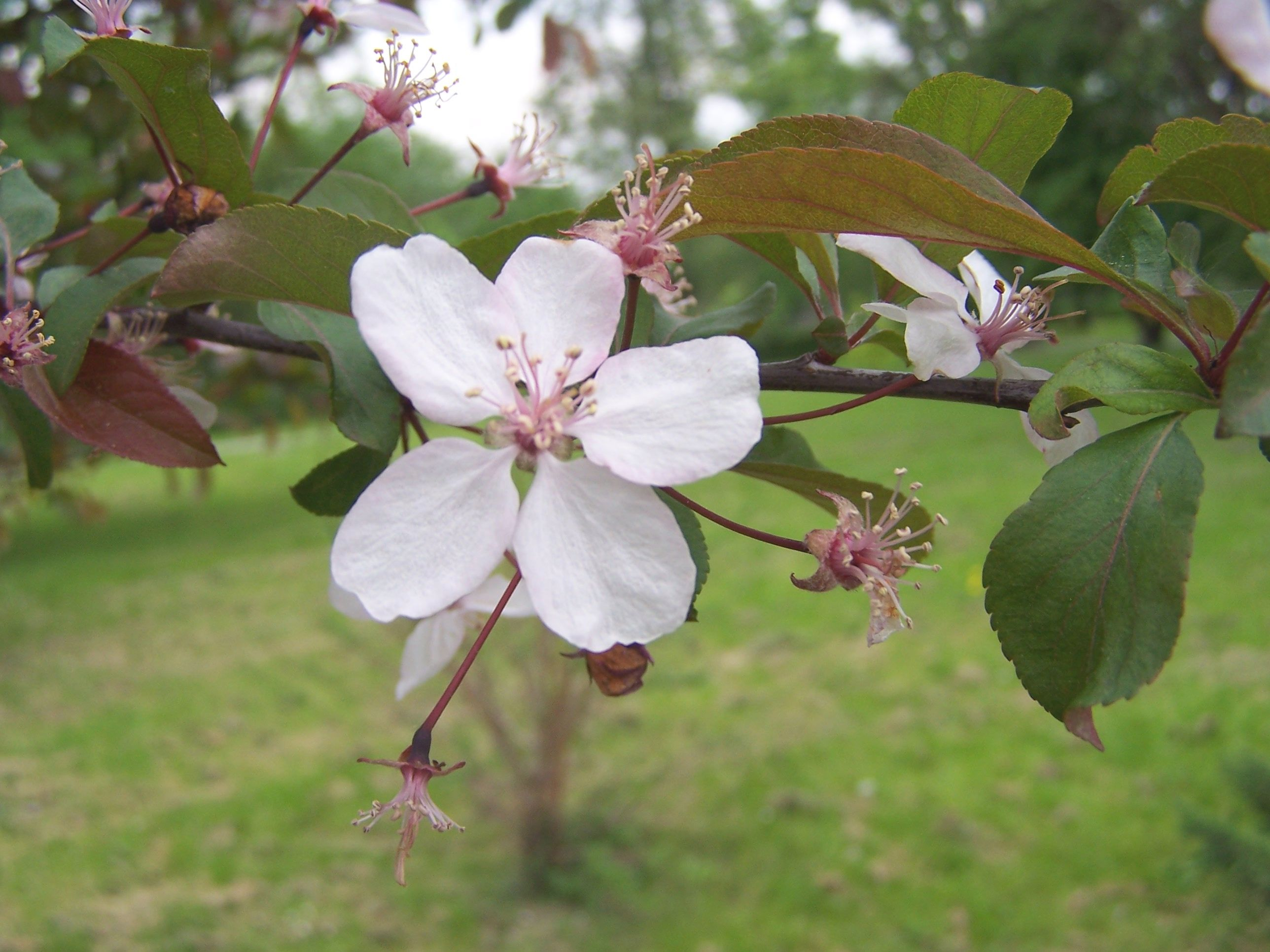
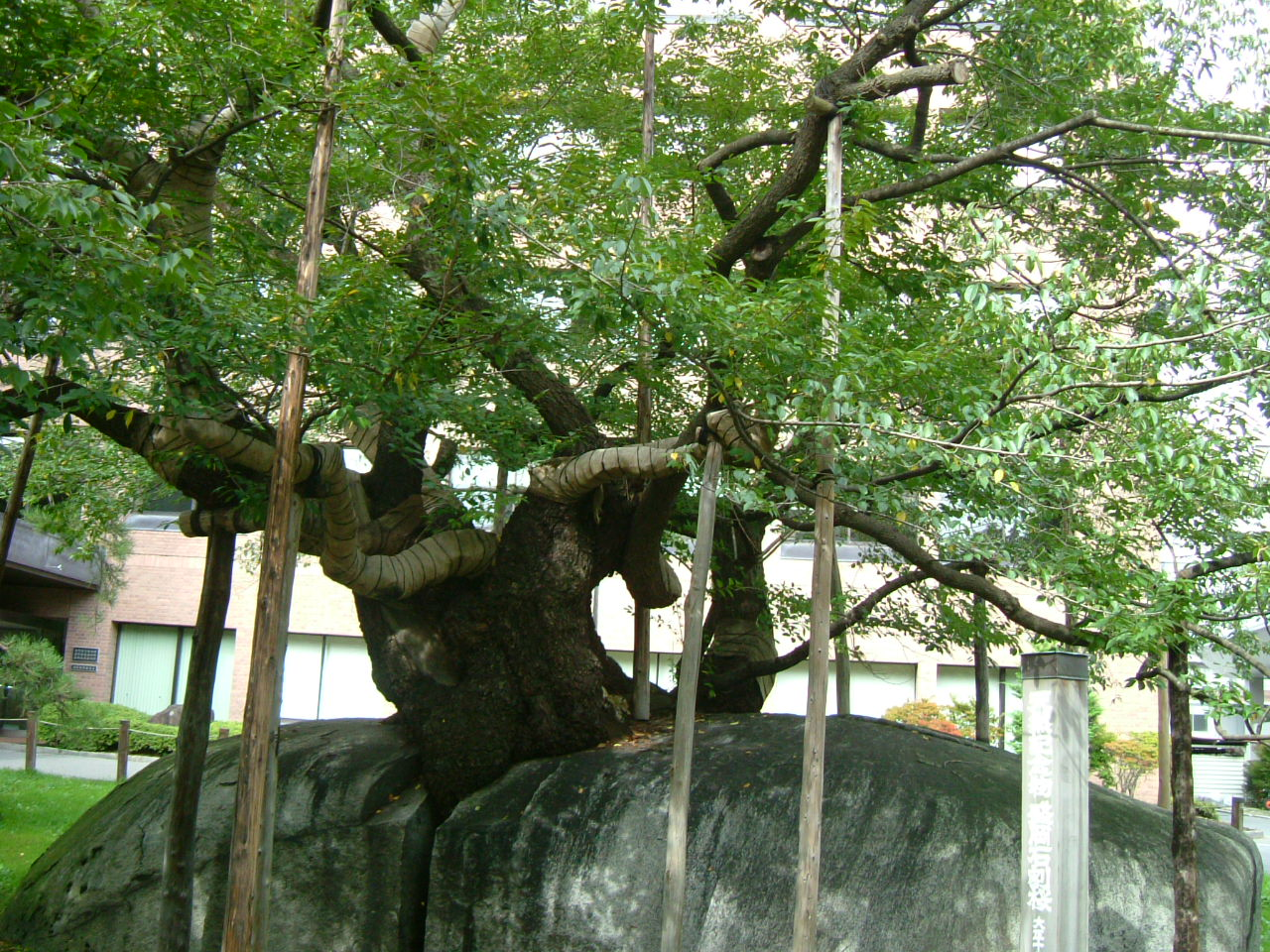